# Liu Gang
Liu Gang (Liaoyuan, 30 gennaio 1961) è un fisico cinese naturalizzato statunitense, i cui studi riguardano i modelli matematici, l'informatica e la fisica teorica.
Egli è stato anche uno dei più visibili dei leader studenteschi delle proteste di piazza Tiananmen del 1989. Liu detiene un master in informatica presso la Columbia University e un master in fisica presso l'Università di Pechino. Dopo l'esilio negli Stati Uniti nel 1996, Liu ha studiato tecnologia e fisica presso i Bell Labs del New Jersey.